# Mine (foglia)

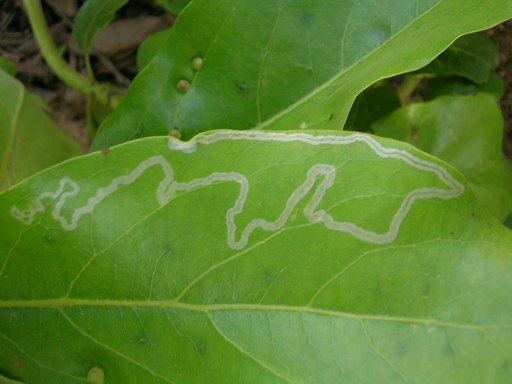
Mine fogliari

Le mine sono minuscole gallerie scavate dalle larve di alcuni insetti all'interno delle foglie.

## Descrizione
Dopo la schiusa delle uova le larvette penetrano nel mesofillo e rodono il parenchima lasciando integre le due epidermidi. Dall'esterno le mine appaiono traslucide e biancastre, se l'epidermide si secca possono diventare gialle o rossicce. Spesso hanno la forma di serpentine lunghe e sottili, talvolta invece appaiono più o meno ampie, di forma irregolare. In genere la metamorfosi avviene all'interno della mina in un bozzolo o in una capsula, in alcuni casi la larva matura esce per incrisalidarsi sulla superficie della foglia o nel terreno.

Alcune specie si comportano da minatrici solo in una delle due generazioni annuali oppure per una parte dello sviluppo larvale: nel lepidottero Gracillaria syringella le larve della prima generazione vivono all'interno delle gemme, mentre quelle della seconda generazione sono minatrici, ma dopo la penultima muta escono e arrotolano una parte del lembo della foglia, formando un involucro dove continuano a nutrirsi.

In alcuni gruppi, come le Nepticulidae, la forma delle mine, ben visibili per trasparenza, varia da specie a specie in modo tale da permetterne il riconoscimento più facilmente che esaminando le farfalle, che invece sono molto simili.
Le larve dei lepidotteri minatori sono modificate in relazione alla loro particolare ecologia, essendo apode oppure con zampe e pseudozampe fortemente ridotte. Altri adattamenti possono essere la forma appiattita e una riduzione del numero degli stadi larvali.

## Insetti minatori
Sono minatori i bruchi di diverse famiglie di lepidotteri (un tempo tutte incluse nei cosiddetti microlepidotteri). In alcune famiglie tutte le specie hanno larve minatrici, in altre solo alcuni generi. Talvolta, come nelle Adelidae e nelle Coleophoridae, sono minatori solo i primi stadi larvali. Sono minatrici anche le larve di alcuni Ditteri (famiglia Agromyzidae e alcuni generi di altre famiglie) e di alcuni generi di Coleotteri Curculionidae, Buprestidae e Chrysomelidae e di Imenotteri Tenthredinidae.

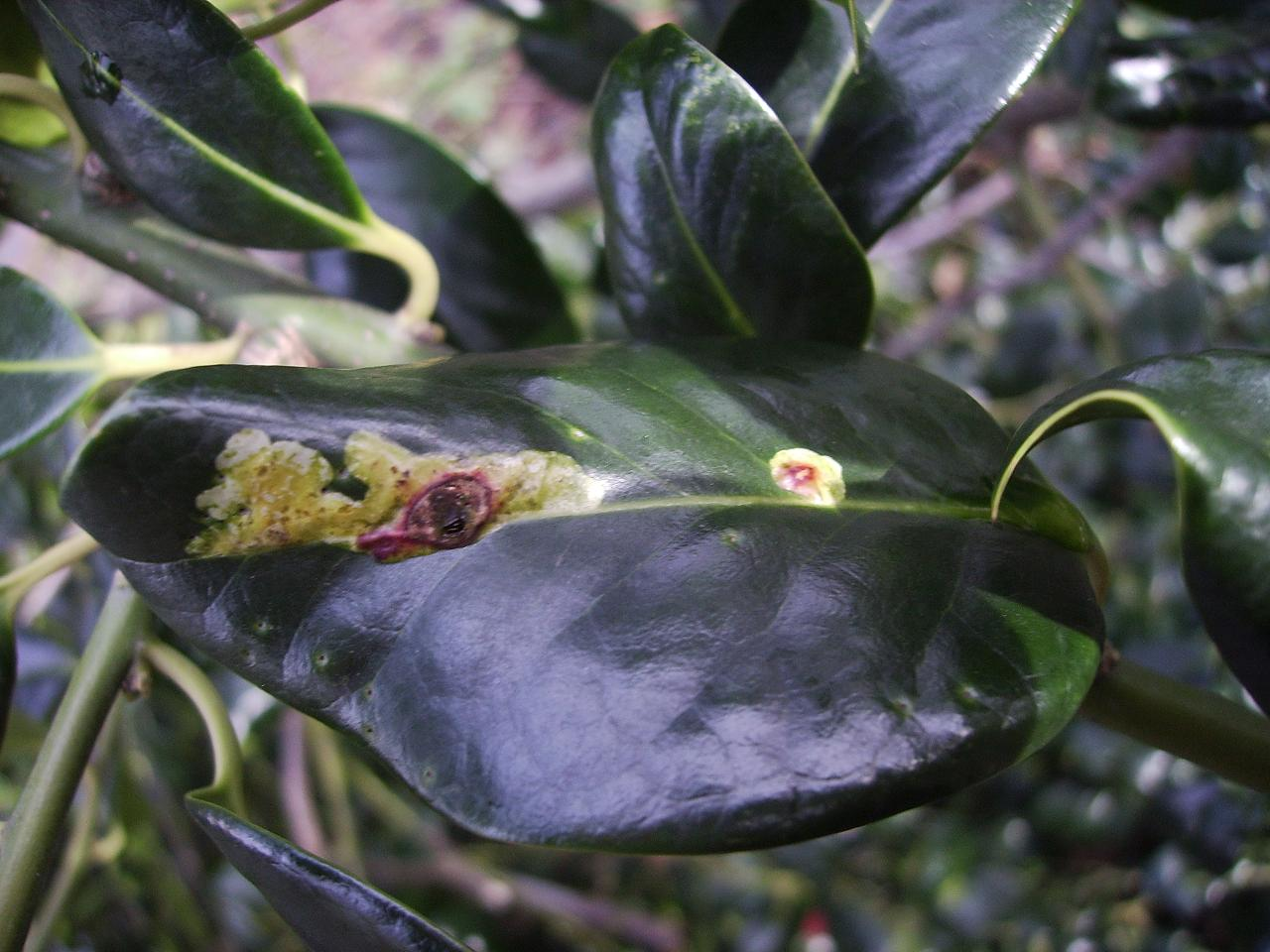
Mine fogliari di Phytomyza ilicis (Diptera Agromyzidae)

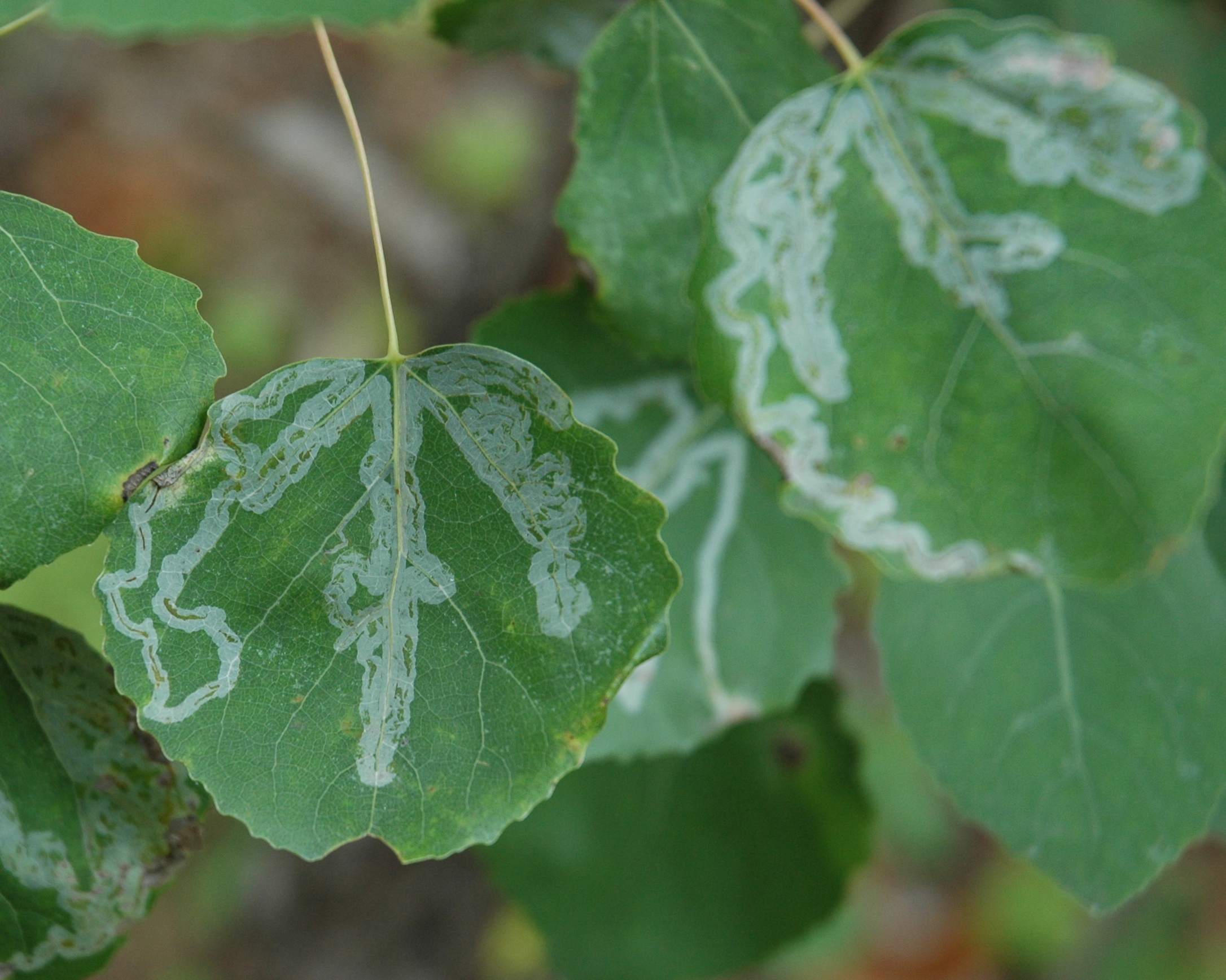
Mine fogliari di Phyllocnistis labyrinthella (Lepidoptera Gracillariidae)

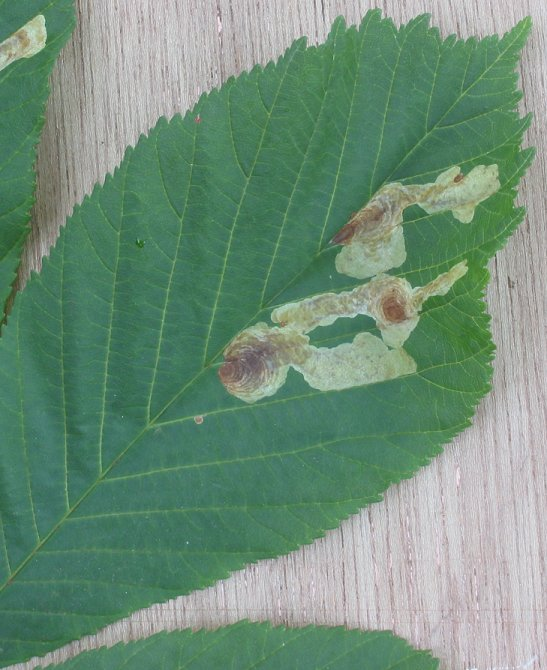
Mine fogliari di Cameraria ohridella (Lepidoptera Gracillariidae)

### Coleoptera
Curculionidae

generi Ceutorhynchus, Isochnus, Orchestes, Ramphus, Rynchaenus

Chrysomelidae

generi Apteropeda, Zeugophora

Buprestidae

generi Trachys, Habroloma

### Diptera
Agromyzidae

Anthomyiidae

generi Chirosia, Delia, Pegomya

Drosophilidae

genere Scaptomyza

Tephritidae

generi Acidia, Euleia, Trypeta

### Lepidoptera
Eriocraniidae

Nepticulidae

Tischeriidae

Heliozelidae

Adelidae (solo nei primi stadi larvali)

Incurvariidae

Tineidae

genere Psychoides

Roeslerstammiidae

Douglasiidae

Bucculatricidae

Gracillariidae

Yponomeutidae

generi Acrolepia, Cedestis, Ocnerostoma, Paraswammerdamia

Lyonetiidae

Elachistidae

generi Elachista, Perittia

Coleophoridae (solo nei primi stadi larvali)

Momphidae

Cosmopterigidae

genere Cosmopterix

Gelechiidae

generi Chrysoesthia, Exoteleia, Helcystogramma, Recurvaria, Scrobipalpa

Tortricidae

specie Celypha woodiana, Epinotia nemorivaga, Epinotia tedella, Gypsonoma dealbana

Epermeniidae

genere Epermenia

### Hymenoptera
Tenthredinidae

generi Endophytus, Fenusa, Fenusella, Fenella, Heterarthrus, Hinatara, Kaliofenusa, Metallus, Parna, Profenusa, Pseudodineura, Scolioneura

## Danni

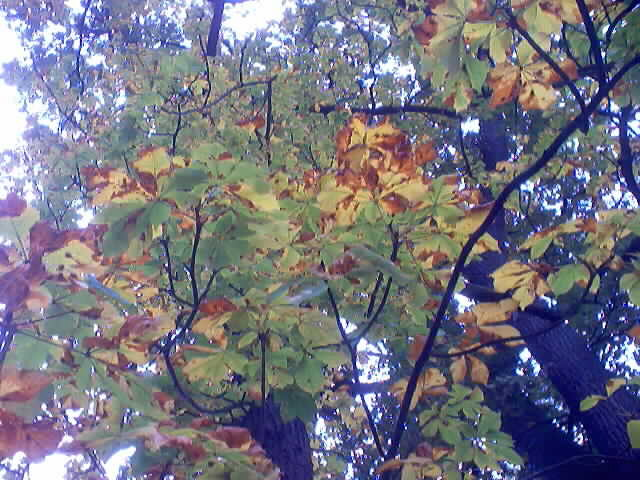
Effetti dell'infestazione di Cameraria ohridella (Lepidoptera Gracillariidae) su alberi di ippocastano

Gli insetti minatori attaccano moltissime specie vegetali, molte delle quali di interesse agrario o forestale: pero, melo, susino, pesco, ciliegio, rosa, fragola, vite, castagno, quercia, pioppo, acero, ontano, nocciolo, abete rosso, faggio, platano, frassino, robinia, maggiociondolo, lillà, ligustro, azalea, rododendro, raramente anche betulla, biancospino, cotogno. In genere i danni non sono rilevanti, ma se le mine sono numerose le foglie possono arrossare, raggrinzirsi o seccare, indebolendo la pianta, specialmente se giovane,  e concorrendo, insieme ad altri parassiti, al suo deperimento. I ditteri minatori attaccano le foglie di crisantemi, piselli, carciofi, pioppi e numerose altre piante. Pegomya betae può causare gravi danni alle colture di barbabietole e spinaci, specialmente quando colpisce piante ancora molto piccole. Delia brunnescens danneggia i garofani: inizialmente scava mine nel mesofillo delle foglie facendole seccare e poi penetra nello stelo.

## Metodi di lotta
Raccogliere e distruggere le foglie minate. In caso di infestazioni massicce si può ricorrere alla somministrazione di insetticidi o alla lotta biologica.